# Jensenia spinosa
Jensenia spinosa là một loài rêu trong họ Pallaviciniaceae. Loài này được (Lindenb. & Gottsche) Grolle mô tả khoa học đầu tiên năm 1986.